# Королевский канадский легион

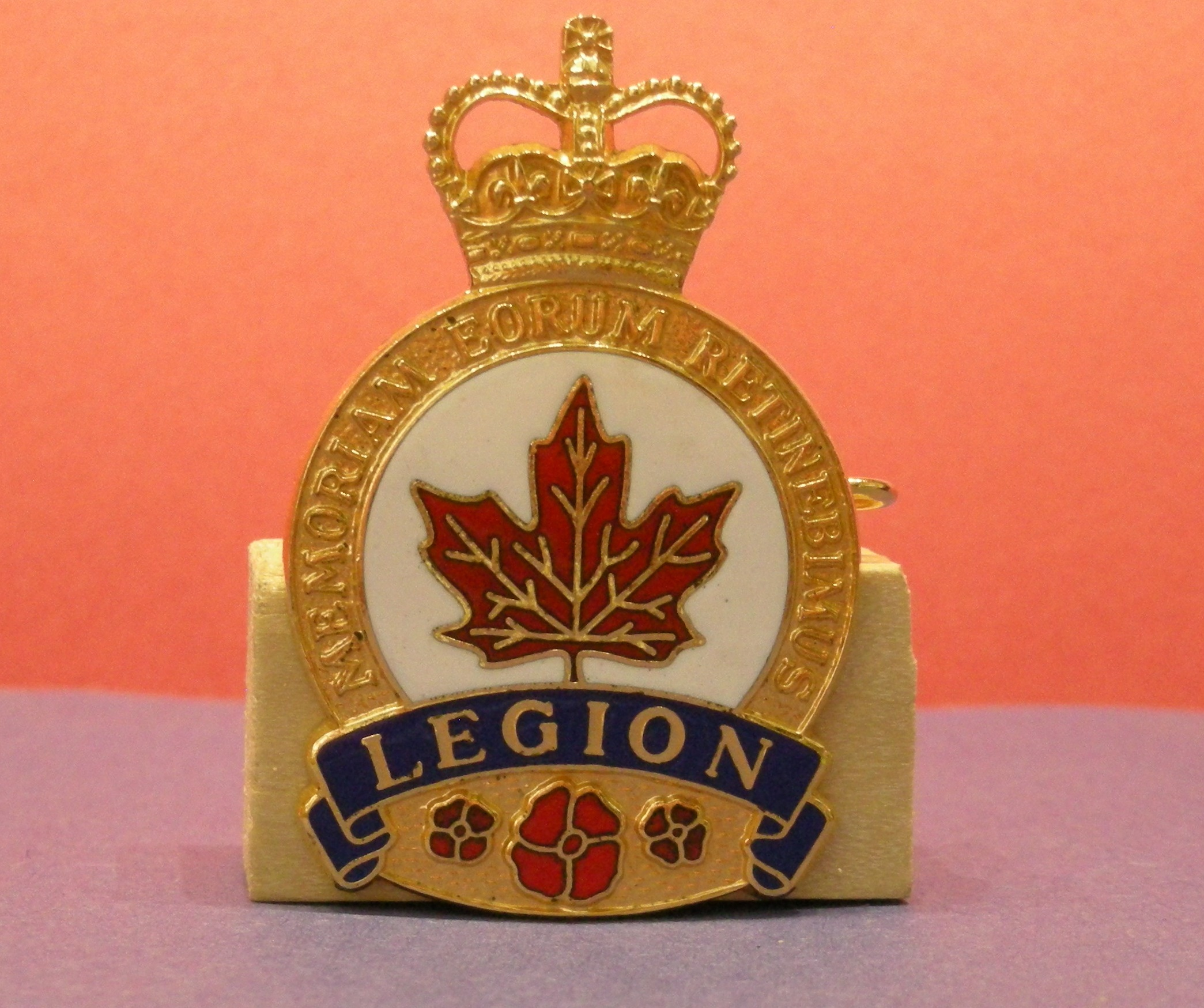
Кокарда Королевского канадского легиона

Короле́вский кана́дский легио́н (англ. Royal Canadian Legion) — канадская некоммерческая организация ветеранов и членов их семей, созданная в 1925 году. Её членами являются либо современные военнослужащие, либо ветераны Канадских вооружённых сил, Королевской канадской конной полиции, члены провинциальной или муниципальной полиции, их родственники и другие присоединившиеся лица.

## История
Небольшие ассоциации бывших военнослужащих в Канаде начали возникать уже в годы Первой мировой войны (к концу которой их число достигло 15, не считая ассоциаций ветеранов отдельных подразделений) и сразу после неё. Крупнейшей из них была основанная в 1917 году Ассоциация ветеранов Великой войны (англ. Great War Veterans' Association, GWVA).
В середине 1920-х годов Канаду посетил британский фельдмаршал Дуглас Хейг, основатель Лиги военнослужащих Британской империи (англ. British Empire Service League, BESL). В ходе визита он обратился к канадским ветеранам с призывом объединиться в общую организацию. Последовав его совету, GWVA и другие канадские ветеранские группы в 1925 году объявили об объединении в Канадский легион BESL, затем официально признанный канадским парламентом. Влияние новой организации возросло в 1930-е годы, когда она играла важную роль в правительственных консультациях по вопросам повышения пенсий и субсидирования медицинских услуг для ветеранов войны. Легион также оказывал прямую финансовую поддержку ветеранам, попавшим в стеснённое экономическое положение в годы Великой депрессии.
Количество членов Легиона значительно выросло во время Второй мировой войны и сразу после неё, когда из вооружённых сил уволилось более миллиона канадцев. В этот период в Легионе состояли до 600 тысяч человек. Организация снова занималась лоббированием вопросов военных пенсий и расходов на здравоохранение для ветеранов, а также помогала освободившимся военнослужащим с возвращением к гражданской жизни. Легион сыграл важную роль в принятии Хартии ветеранов — блока законов о новых службах для ветеранов, включая курсы по приобретению гражданских профессий и подготовку к поступлению в вузы, субсидии на приобретение сельскохозяйственных земель и жилья, а также пенсиях по инвалидности.

## Современное состояние

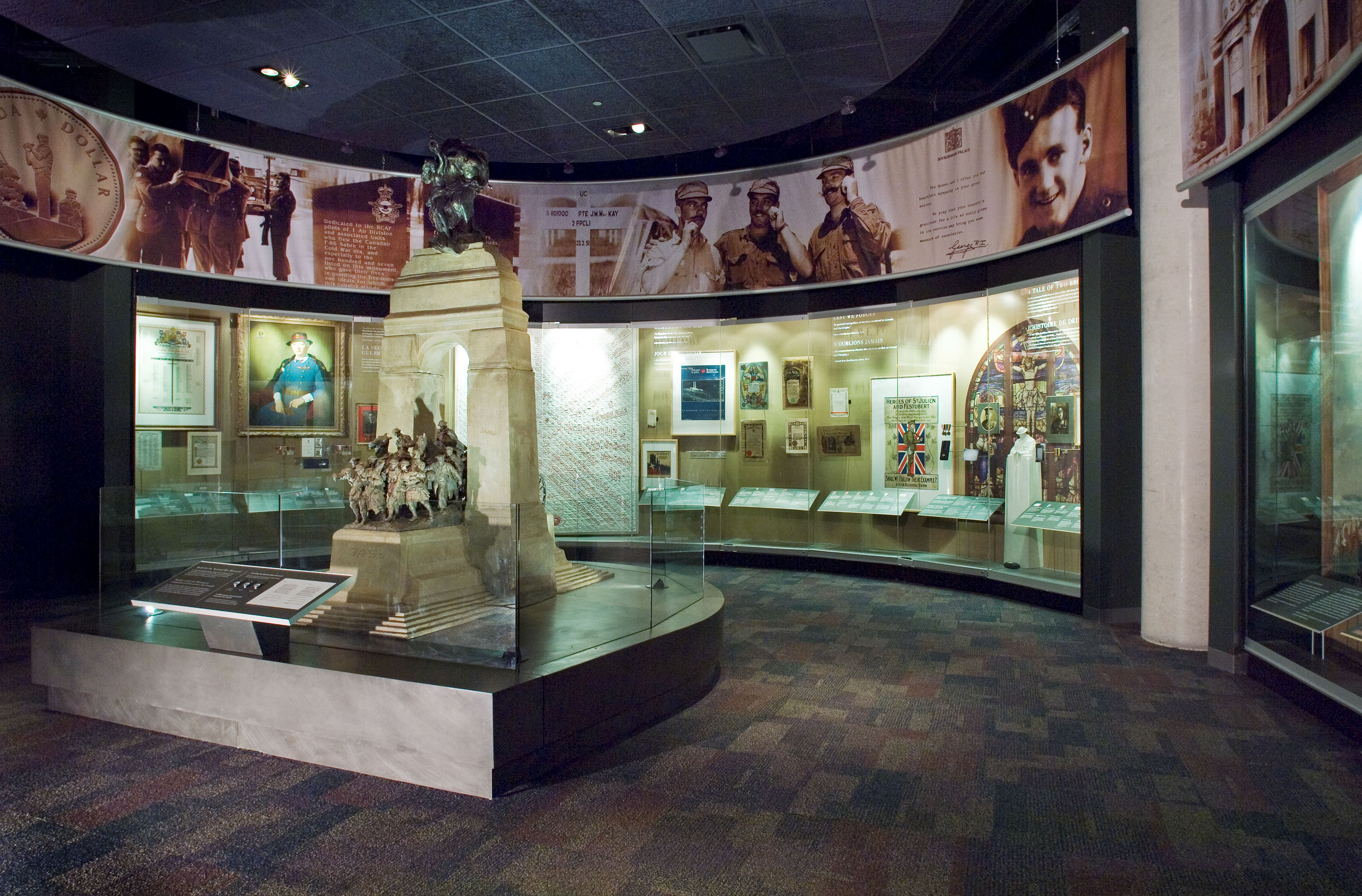
Зал славы Королевского канадского легиона

Современное название «Королевский канадский легион» организация носит с 1960 года. Число её членов постепенно снижается по мере того, как сокращается число живущих ветеранов Второй мировой и Корейской войны. Только за период с 2004 по 2014 год численность членов организации снизилась на 100 тысяч, и 20 % из их числа были старше 80 лет. К 2016 году число членов Легиона сократилось примерно до 300 тысяч, из которых лишь около трети — в самом деле ветераны вооружённых сил, а остальные — члены их семей (из-за этого положения к нему менее охотно присоединяются новые ветераны, рассматривающие его как «гражданский клуб» и предпочитающие быть представленными другими организациями с более жёсткими условиями членства). Чтобы замедлить процесс сокращения рядов, Легион открыл возможность получения членства для всех канадцев и всех граждан стран антигитлеровской коалиции в возрасте старше 18 лет и ведёт активную мобилизацию новых членов среди действительных и отставных служащих Королевской канадской конной полиции.
Королевский канадский легион — некоммерческая организация, черпающая средства главным образом из членских взносов и не получающая от государства грантов на повседневную деятельность. В общей сложности он располагает примерно 1400 отделениями в Канаде и небольшим количеством отделений в США, Мексике и странах Европы.
Организация занимается лоббированием интересов ветеранов и их близких в вопросах пенсий, медицинского обслуживания и оплаты затрат на похороны. Кроме того, значительная часть деятельности Легиона связана с сохранением памяти о военной истории Канады. Организация ежегодно занимается подготовкой к церемониям в честь Дня памяти павших, организует сбор благотворительных средств с помощью продаж символических цветков мака, представляет кандидатуру на награждение Мемориальным крестом, учреждённым правительством Канады для матерей, чей сын или дочь погибли в боевых действиях. Под эгидой организации издаётся журнал Legion Magazine. В 2000 году Легион принял активное участие в создании могилы Неизвестного солдата при Национальном военном мемориале и в доставке останков Неизвестного солдата из Франции в Канаду.